# Gaëlle Garcia Diaz
Gaëlle Garcia Diaz (Elsene, 26 december 1988) is een Belgisch model en vj op JIM.

## Levensloop
Ze groeide op in een multicultureel gezin. Haar vader had de Spaanse nationaliteit en haar moeder de Belgische. Ze studeerde Communicatie Management & Public Relations aan de Erasmus Hogeschool Brussel en haalde er haar Bachelor Diploma.
Gaëlle Garcia Diaz werd bekend als ‘lezeres van de maand’ en later als ‘lezeres van het jaar’ van de badpakkenspecial in P-Magazine. Later stond ze nog verschillende malen op de cover van het magazine en die van zusterblad Ché.
In februari 2011 sierde ze de cover van Playboy, In oktober 2011 ging ze aan de slag als vj bij JIM waar ze o.a. de 'Top 40 Hitlist' presenteert.
In het najaar 2011 werd ze de officiële European Poker Tour Presentatrice voor PokerStars, de grootse pokerroom ter wereld. European Poker Tour.
Gaëlle Garcia Diaz host verschillende stops in het EPT circuit. Ze is ondertussen ook een actief pokerspeelster en schrijft pokerartikels voor diverse media (7sur7, HLN, PokerNews, enz).